# Mont des Arts

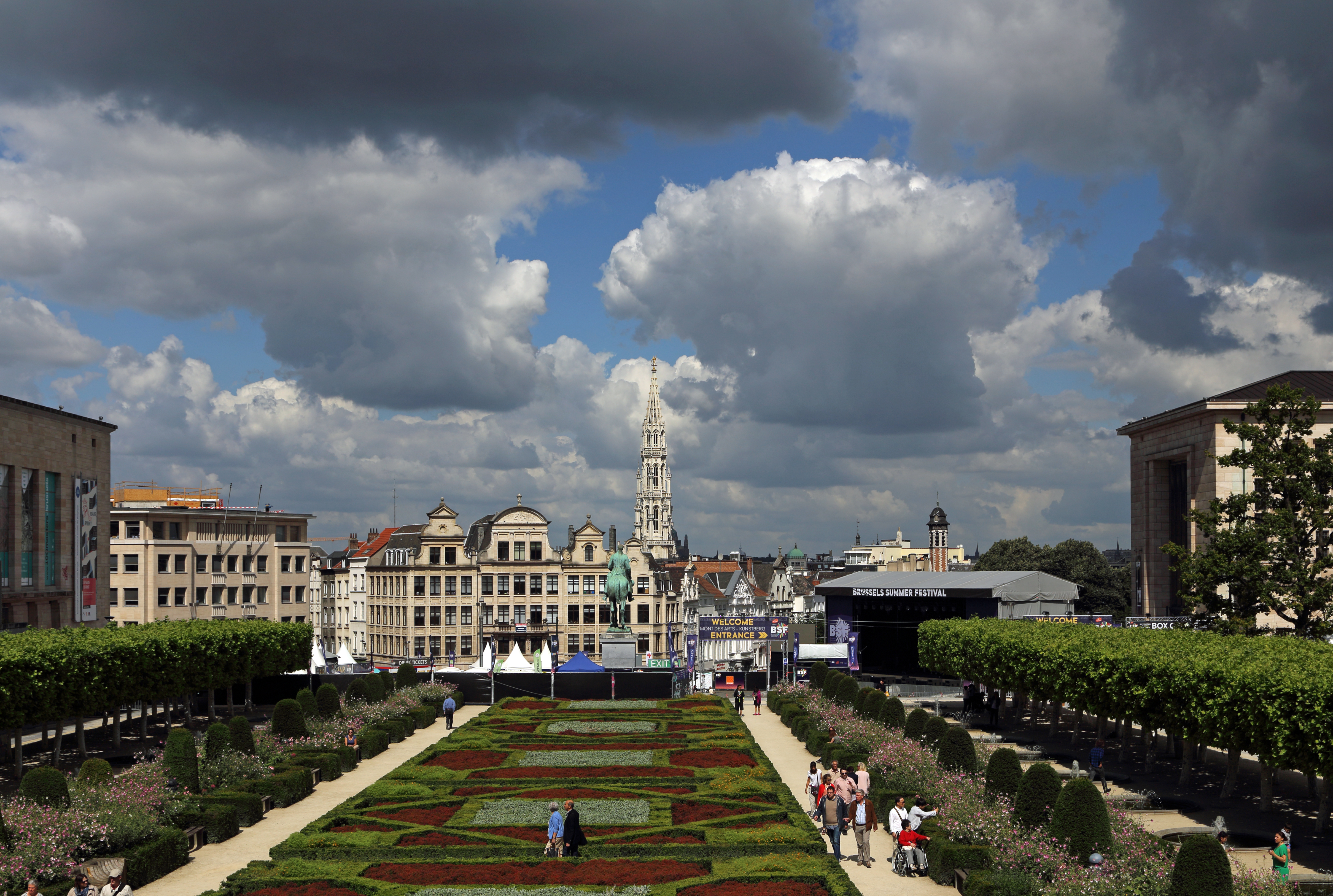
Zahrady na vrcholku.

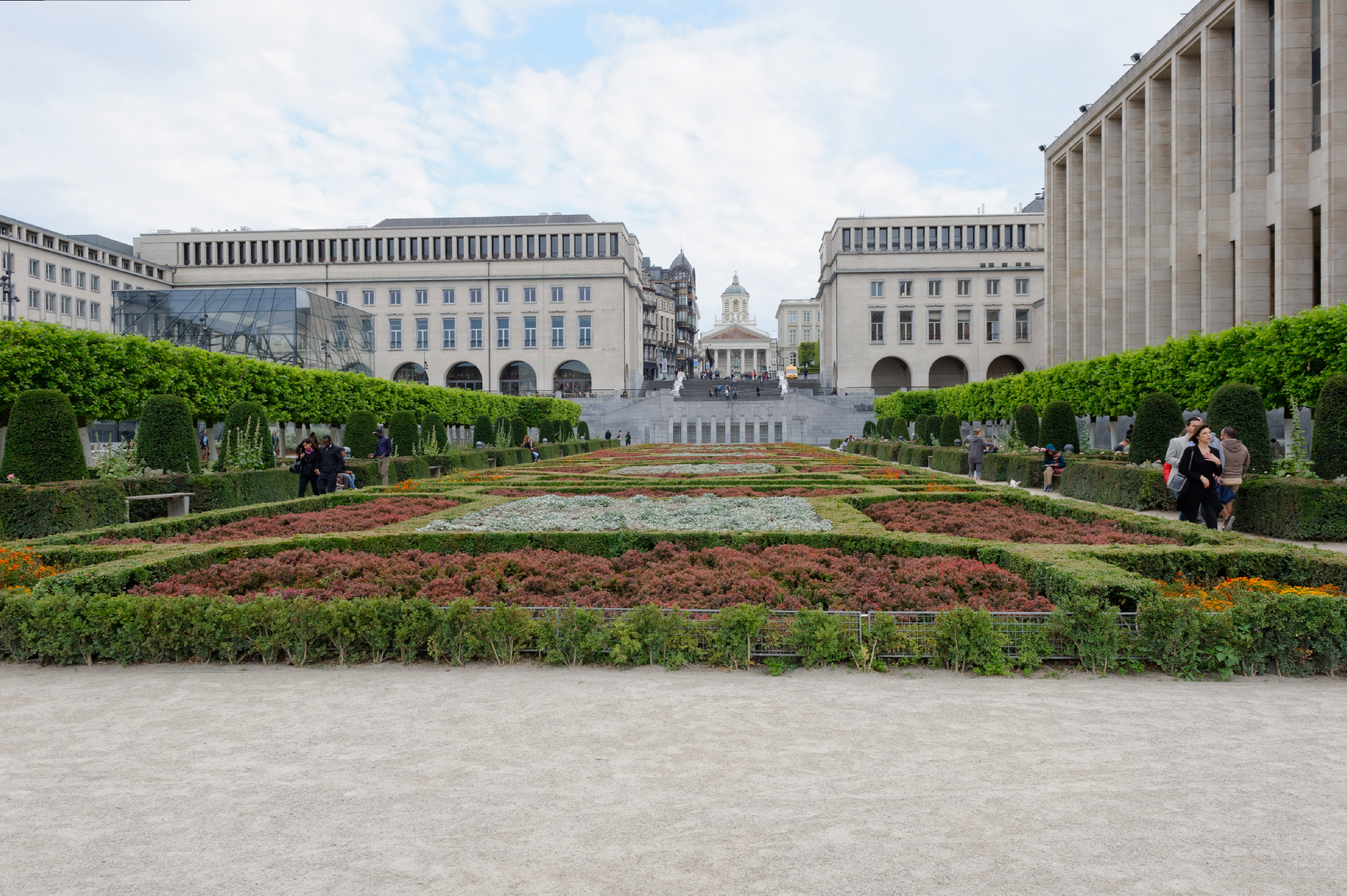
Pohled směrem ke královskému paláci.

Mont des Arts (nizozemsky Kunstberg, doslova pahorek/vrcholek umění) je neformální část belgické metropole Bruselu. V průběhu dějin proměnila svůj vzhled více než dramaticky.

## Historie
Oblast Mont des Arts byla v dějinách Bruselu velmi hustě osídlenou částí Quartier Saint Roches. Na závěru 19. století se tehdejší belgický král Leopold II. rozhodl kopec transformovat a nařídil pozemky pod jednotlivými domy koupit. Původní budovy byly zbourány a na jejich místě zůstaly proluky, neboť královský návrh zde vybudovat řadu nových kulturních institucí narazil na nedostatek finančních prostředků. V roce 1910, kdy se v Bruselu konala Všeobecná výstava, nařídil král oblast upravit alespoň jako provizorní park/zahradu. Kromě zelených ploch zde vzniklo monumentální schodiště s kaskádovitými fontánami, které spojovaly královský palác s třídou Boulevard de'lEmpereur. V 50. letech 20. století byl postupně park obestavěn řadou moderních budov, které vznikly po výstavbě železničního tunelu a uvolnění potřebného místa. Jednalo se o řadu muzeí a belgickou královskou knihovnu. Novou zahradu, která vznikla v polovině 50. let, navrhl architekt René Péchère.
Místo je také známé díky oblíbeným výhledům na historické centrum Bruselu. Je z něj vidět také i historická radnice a náměstí Grande Place. Za dobré viditelnosti lze spatřit i katedrálu na vrcholu Koekelberg a Atomium.